# Bank Spółdzielczy w Lipinkach
Bank Spółdzielczy w Lipinkach – bank spółdzielczy z siedzibą w Lipinkach, powiecie gorlickim, województwie małopolskim, w Polsce. Bank zrzeszony jest w Grupie Banku Polskiej Spółdzielczości S.A.

## Historia
11 listopada 1961 zarejestrowano Kasę Spółdzielczą w Lipinkach. Powstała ona z inicjatywy kierownika Banku Spółdzielczego w Gorlicach Juliana Stępnia. Początkowo Kasa zlokalizowana była w siedzibie Gminnej Spółdzielni Samopomoc Chłopska w Lipinkach. Od 1967 do czasów współczesnych bank działa w budynku wybudowanym dla jego potrzeb.
W kwietniu 1973 Kasa Spółdzielcza w Lipinkach zmieniła nazwę na Bank Spółdzielczy w Lipinkach.
Od 2002 bank zrzeszony jest w Banku Polskiej Spółdzielczości S.A..

## Władze
W skład zarządu banku wchodzą:
- prezes zarządu
- 3 członków zarządu

Czynności nadzoru banku sprawuje 9-osobowa rada nadzorcza.

## Placówki
- centrala w Lipinkach
- filia w Dominikowicach
- punkt kasowy w Krygu